# Formació del Two Medicine
La formació del Two Medicine és una formació geològica que es va dipositar fa entre 83,5 ± 0,7 Ma i 70,6 ± 0,6 Ma (milions d'anys enrere), durant el Campanià (Cretaci superior), i està localitzada al nord-oest de Montana.